# Wiesbaden-Westend
Westend is een stadsdeel van Wiesbaden. Het stadsdeel ligt in het centrum van Wiesbaden. Met ongeveer 16.500 inwoners is Westend een van de grotere stadsdelen van Wiesbaden en het dichtstbevolkte stadsdeel van Duitsland met ongeveer 25.000 inwoners op een km². 

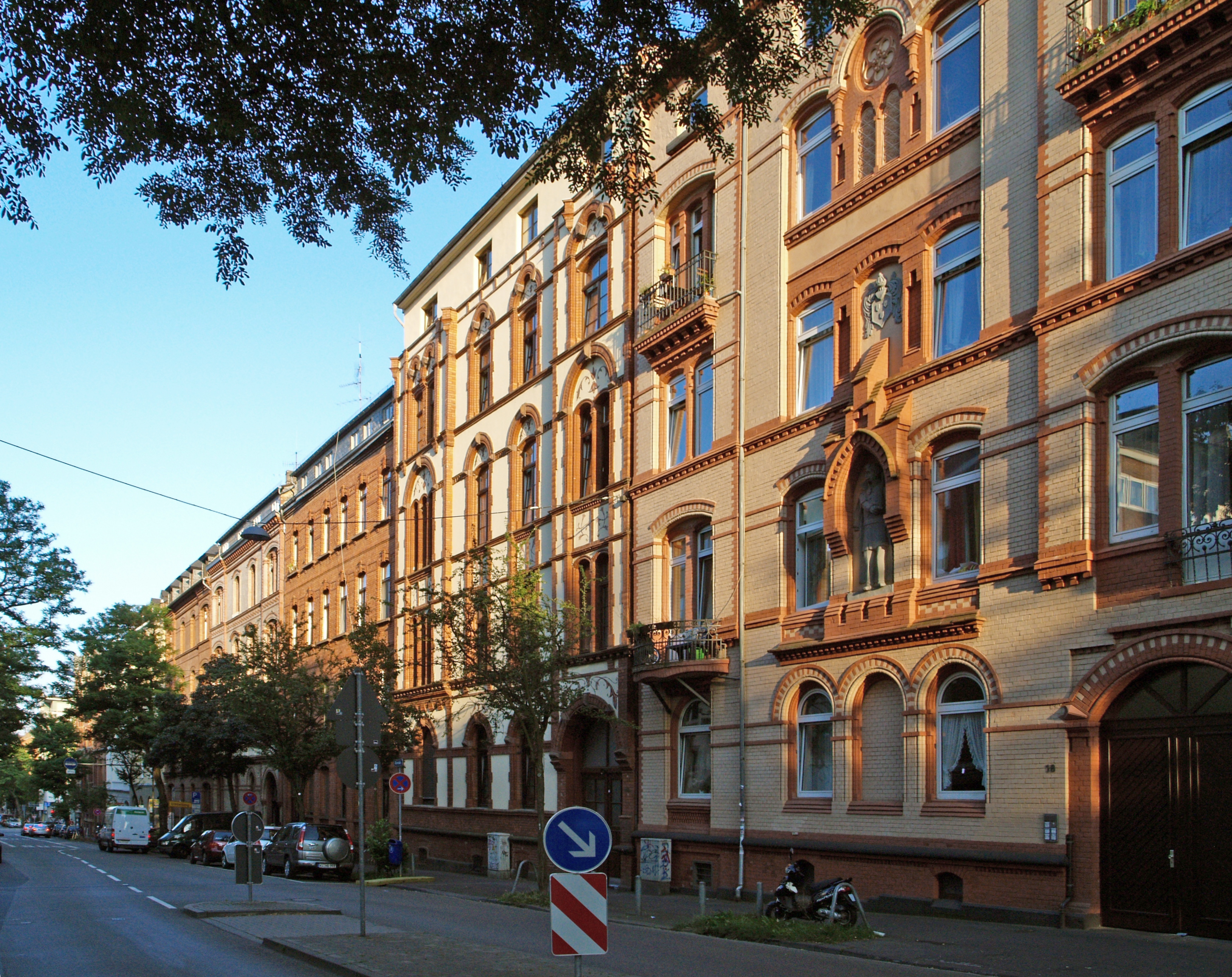
Gründerzeitgebouw in het Westend

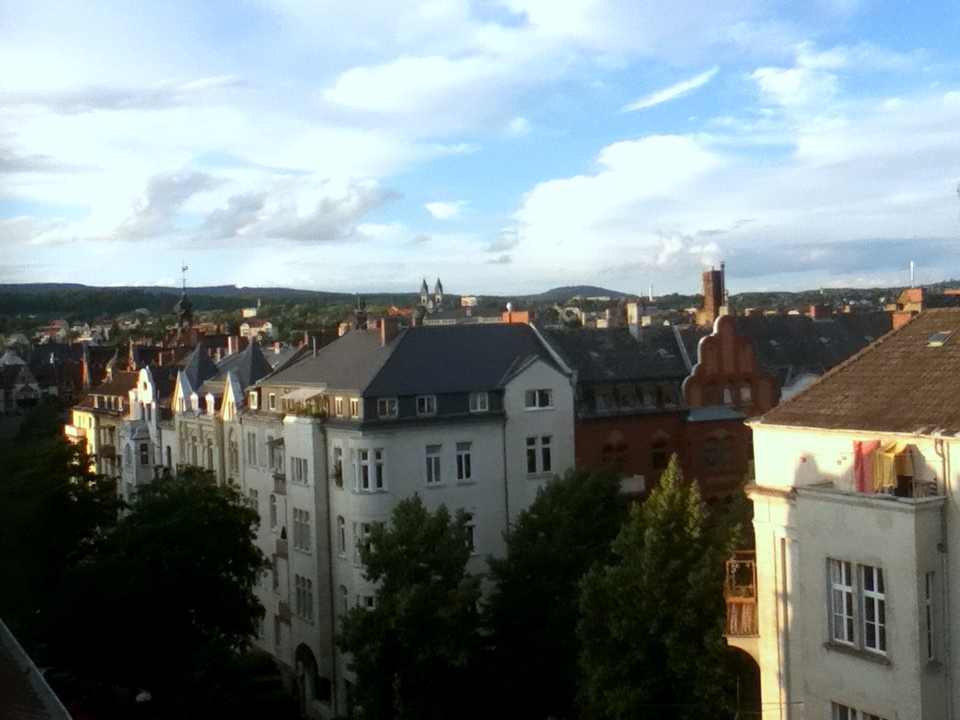
Het Westend